# Aphaniosoma quadrivittatum
Aphaniosoma quadrivittatum är en tvåvingeart som beskrevs av Malloch 1915. Aphaniosoma quadrivittatum ingår i släktet Aphaniosoma och familjen gulflugor. Inga underarter finns listade i Catalogue of Life.